# Copa Edmonton 2009
La Copa Edmonton fue un torneo de fútbol organizado por el Gobierno de Edmonton, en el cual se enfrentaron los clubes: River Plate y Everton, aprovechando que ambos conjuntos se encontraban realizando los ejercicios de "pre-temporada" en territorio canadiense.
El partido se disputó el 25 de julio de 2009, en el Commonwealth Stadium de Edmonton. River Plate se consagró campeón tras vencer por 1 a 0 al conjunto inglés, con gol de Ariel Ortega.

## Clubes clasificados
| Bandera de Argentina  |  | Club Atlético River Plate |  | Invitado |  |
| Bandera de Inglaterra |  | Everton Football Club     |  | Invitado |  |

## Partido
Ambos conjuntos alinearon a sus mejores jugadores para la ocasión. Everton contaba en sus filas con el belga Marouane Fellaini, el experimentado Pienaar, Tim Cahill, y el joven delantero Jô. River Plate, contó con el regreso de Ariel Ortega, ídolo de la institución que debió jugar por una lesión a último momento de Marcelo Gallardo.
A priori, el equipo inglés partió como el principal favorito, sin embargo fueron los argentinos quienes dominaron el encuentro. River tuvo una la primera situación de gol en el minuto '10 cuando Cristian Villagra centro a Archubi; pero Nash fue capaz de despejar el cabezazo.
Los "Toffees" respondieron con una tremenda oportunidad en el minuto '20. Jô eludió a Nicolas Domingo con un ingenioso juego de pies; y asistió a Cahill quien se vio frustrado por la acrobática salvada del portero argentino Daniel Vega.
En el minuto '27; una espectacular jugada de Ariel Ortega propicio la abertura del marcador. El talentoso delantero argentino se fabricó espacio por el carril derecho; y definió de emboquillada por encima del portero inglés; siendo esta una definición muy característica del propio jugador.
River Plate fue por más. En el minuto '34 Villagra envía un pase a través de los defensores con el portero mal ubicado; pero nadie puede conectar el balón. En el minuto '43 Ortega asiste a Matías Abelairas; pero el centrocampista erra su tiro con el arco totalmente vacío; desperdiciando una clara situación de gol.
Everton tuvo el empate al minuto '46 con un disparo de lejano de Jô que se alojo al costado de la red. Esta fue la última situación clara por parte de los ingleses, quienes se fueron al descanso muy fastidiosos.
En el segundo tiempo no se abriría el marcador, y River Plate se consagra como justo vencedor. Ariel Ortega, fue declarado como el jugador del partido.
| 25 de julio de 2009. | Everton F.C. | 0:1 (0:1) | C.A. River Plate | Commonwealth Stadium, Edmonton                               |                                                              |
|                      |              | Reporte   | Ortega 27'       | Asistencia: 15,800 espectadores Árbitro(s): Mauricio Navarro | Asistencia: 15,800 espectadores Árbitro(s): Mauricio Navarro |

| 1          | POR        | Carlo Nash        |     |
| 2          | DEF        | Tony Hibbert      |     |
| 5          | DEF        | Joleon Lescott    |     |
| 4          | DEF        | Joseph Yobo       |     |
| 3          | DEF        | Leighton Baines   |     |
| 26         | MED        | Jack Rodwell      |     |
| 37         | MED        | José Baxter       | 69' |
| 25         | MED        | Marouane Fellaini | 69' |
| 20         | DEL        | Steven Pienaar    | 75' |
| 17         | DEL        | Tim Cahill        |     |
| 11         | DEL        | Jô                | 69' |
| Entrenador | Entrenador | David Moyes       |     |

| 1          | POR        | Daniel Vega             |     |
| 3          | DEF        | Cristian Villagra       |     |
| 24         | DEF        | Gustavo Cabral          |     |
| 6          | DEF        | Nicolás Gabriel Sánchez |     |
| -          | MED        | Lucas Orbán             | 46' |
| 19         | MED        | Diego Barrado           | 89' |
| 14         | MED        | Nicolás Domingo         | 74' |
| 38         | MED        | Matías Abelairas        |     |
| 8          | MED        | Rodrigo Archubi         |     |
| 10         | DEL        | Ariel Ortega            | 66' |
| 23         | DEL        | Cristian Fabbiani       | 66' |
| Entrenador | Entrenador | Nestor Gorosito         |     |

| 18 | DEL | Phil Neville  | 69' |
| 8  | DEL | Louis Saha    | 69' |
| 14 | DEF | James Vaughan | 69' |
| 38 | MED | James Wallace | 75' |

| 20 | DEF | Mateo Musacchio   | 46' |     |
| 7  | DEL | Mauro Rosales     | 66' |     |
| 34 | DEL | Keko Villalva     | 66' | 90' |
| 13 | DEF | Germán Pezzella   | 74' |     |
| 29 | MED | Mauro Díaz        | 89' |     |
| -  | DEL | Gustavo Fernández | 90' |     |

| Anotado | 27' | Ariel Ortega | 1-0 |

| Amonestado | 6'  | Nicolás Sánchez   |
| Amonestado | 23' | Cristian Fabbiani |

| Árbitro             | Mauricio Navarro  |
| Árbitros asistentes | Bandera de Canadá |
| Árbitros asistentes | Bandera de Canadá |
| Cuarto Árbitro      | Bandera de Canadá |

| 1          | POR        | Carlo Nash        |     |
| 2          | DEF        | Tony Hibbert      |     |
| 5          | DEF        | Joleon Lescott    |     |
| 4          | DEF        | Joseph Yobo       |     |
| 3          | DEF        | Leighton Baines   |     |
| 26         | MED        | Jack Rodwell      |     |
| 37         | MED        | José Baxter       | 69' |
| 25         | MED        | Marouane Fellaini | 69' |
| 20         | DEL        | Steven Pienaar    | 75' |
| 17         | DEL        | Tim Cahill        |     |
| 11         | DEL        | Jô                | 69' |
| Entrenador | Entrenador | David Moyes       |     |

| 1          | POR        | Daniel Vega             |     |
| 3          | DEF        | Cristian Villagra       |     |
| 24         | DEF        | Gustavo Cabral          |     |
| 6          | DEF        | Nicolás Gabriel Sánchez |     |
| -          | MED        | Lucas Orbán             | 46' |
| 19         | MED        | Diego Barrado           | 89' |
| 14         | MED        | Nicolás Domingo         | 74' |
| 38         | MED        | Matías Abelairas        |     |
| 8          | MED        | Rodrigo Archubi         |     |
| 10         | DEL        | Ariel Ortega            | 66' |
| 23         | DEL        | Cristian Fabbiani       | 66' |
| Entrenador | Entrenador | Nestor Gorosito         |     |

| 18 | DEL | Phil Neville  | 69' |
| 8  | DEL | Louis Saha    | 69' |
| 14 | DEF | James Vaughan | 69' |
| 38 | MED | James Wallace | 75' |

| 20 | DEF | Mateo Musacchio   | 46' |     |
| 7  | DEL | Mauro Rosales     | 66' |     |
| 34 | DEL | Keko Villalva     | 66' | 90' |
| 13 | DEF | Germán Pezzella   | 74' |     |
| 29 | MED | Mauro Díaz        | 89' |     |
| -  | DEL | Gustavo Fernández | 90' |     |

| Anotado | 27' | Ariel Ortega | 1-0 |

| Amonestado | 6'  | Nicolás Sánchez   |
| Amonestado | 23' | Cristian Fabbiani |

| Árbitro             | Mauricio Navarro  |
| Árbitros asistentes | Bandera de Canadá |
| Árbitros asistentes | Bandera de Canadá |
| Cuarto Árbitro      | Bandera de Canadá |

|                      |
| Bandera de Argentina |
| River Plate Campeón  |